# Frödings begrafning
Frödings begrafning är en svensk dokumentärfilm från 1911. Filmen skildrar poeten Gustaf Frödings begravning och premiärvisades den 13 februari på Brunkebergsteatern i Stockholm.